# Chambilly
Chambilly é uma comuna francesa na região administrativa de Borgonha-Franco-Condado, no departamento de Saône-et-Loire. Estende-se por uma área de 13,63 km². Em 2010 a comuna tinha 518 habitantes (densidade: 38 hab./km²).